# 薩克森-阿爾滕堡的特蕾莎
薩克森-阿爾滕堡的特蕾莎（德語：Therese von Sachsen-Altenburg，1836年12月21日—1914年11月9日），薩克森-阿爾滕堡的愛德華的女兒，母親是霍亨索倫-錫格馬林根的阿瑪莉埃。

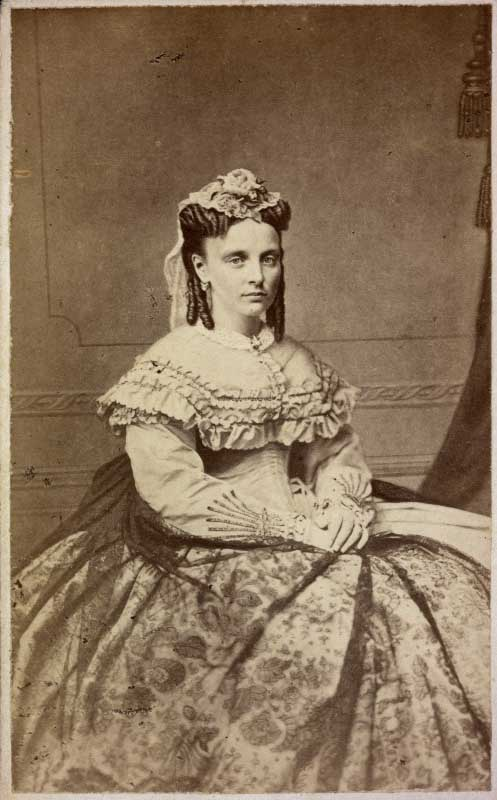

1864年，特蕾莎與瑞典的奧古斯特王子結婚。奧古斯特的父親是瑞典與挪威國王奧斯卡一世，母親是洛伊希滕貝格的約瑟芬。兩人沒有子女。